# Sytuacja prawna i społeczna osób LGBT na Słowacji
Lesbijki, geje, biseksualiści i osoby transpłciowe (LGBT) mogą się spotkać na Słowacji z trudnościami, których nie spotykają osoby nie-LGBT. Kontakty homoseksualne, zarówno kobiet, jak i mężczyzn, są legalne w tym kraju, jednakże rozwiązania prawne, na przykład dotyczące wspólnego gospodarstwa, nie sprzyjają osobom LGBT tak jak osobom heteroseksualnym. Katolicka Słowacja – w przeciwieństwie do sąsiednich, ateistycznych Czech – ma konserwatywne podejście do praw osób LGBT.

## Prawo wobec kontaktów homoseksualnych
Kontakty homoseksualne zostały zalegalizowane w ówczesnej Czechosłowacji w 1962. W 1990 roku zrównano ze sobą wiek osób legalnie dopuszczających się kontaktów homo- i heteroseksualnych - wynosi on piętnaście lat.

## Ochrona prawna przed dyskryminacją
Podczas projektowania czechosłowackiej konstytucji w 1991 zaproponowano ujęcie orientacji seksualnej jako jednej z kategorii chronionych. Ostatecznie zapis taki nie został zawarty w konstytucji. Ustawa zakazująca dyskryminacji została przyjęta w 2004 – zgodnie z wymogami Unii Europejskiej wobec państw członkowskich. Prawo zostało poszerzone w roku 2008. Zakazuje ono dyskryminacji z powodu orientacji seksualnej na wielu różnych płaszczyznach, w tym w zatrudnieniu, edukacji, warunkach mieszkaniowych, opieki socjalnej oraz dostępie do towarów i usług. Wcześniejsze próby wprowadzenia zakazu dyskryminacji przez wzgląd na orientację seksualną były odrzucane przez współrządzącą partię, Ruch Chrześcijańsko-Demokratyczny. Przedstawiciele partii twierdzili, że dyskryminacja ze względu na orientację seksualną nie istnieje oraz że orientacja seksualna to nie kwestia polityki.
W maju 2013 w kodeksie karnym uwzględniono orientację seksualną jako kategorię chronioną przed mową nienawiści, zwiększając wymiar kary za przestępstwa motywowane homofobią.

### Służba wojskowa
Geje, lesbijki i osoby biseksualne nie są wykluczeni ze służby wojskowej z powodu swojej orientacji seksualnej.

## Uznanie związków osób tej samej płci
W słowackim ustawodawstwie nie istnieje żadna prawna forma uznania związków jednopłciowych. Słowacki parlament odrzucił projekty ustaw o związkach partnerskich w 1997, 2000 i 2012. W styczniu 2014 lider opozycyjnego Ruchu Chrześcijańsko-Demokratycznego (KDH) Ján Figeľ zapowiedział zgłoszenie poprawki do słowackiej konstytucji mającej zdefiniować małżeństwo jako związek mężczyzny i kobiety. Nowelizacja została poparta przez rządzącą partię SMER i przyjęta w czerwcu 2014, głównie głosami SMER-u i KDH (102 głosów za, 18 przeciw, 3 wstrzymujące się, pięcioro posłów nie brało udziału w głosowaniu).
7 lutego 2015 odbyło się referendum w sprawie zdefiniowana małżeństwa jako związku mężczyzny i kobiety oraz zakazu adopcji dzieci przez pary tej samej płci. Za zdefiniowaniem małżeństwa jako związku kobiety i mężczyzny głosowało 95,5% osób. Za odmową adopcji dzieci przez pary jednopłciowe głosowało 92,43% osób. Referendum zostało jednak oficjalnie uznane za nieważne, z uwagi na zbyt niską frekwencję. By referendum miało konsekwencje prawne, frekwencja powinna była przekroczyć 50%, natomiast do urn wybrało się 21,41% osób uprawnionych do głosowania.

## Adopcja dzieci przez pary jednopłciowe
Pary jednopłciowe nie mają na Słowacji prawa do adopcji dzieci – zarówno tych z domu dziecka, jak i tych, których jedna z osób jest rodzicem biologicznym.

## Prawa osób transpłciowych
Osoby transpłciowe mają na Słowacji możliwość prawnej zmiany płci.

## Życie osób LGBT w kraju
Pierwszy raz zorganizowano gay pride w Bratysławie 22 maja 2010. Grupa złożona z około tysiąca osób została skonfrontowana z prawicowymi grupami mającymi podejście antyhomoseksualne. Choć stołeczne i narodowe siły policyjne próbowały rozdzielić obydwie grupy, kilku prawicowców przedarło się w stronę parady, rzucając kamienie w stronę osób przemawiających i rozpylając gaz łzawiący w stronę tłumu. Demonstranci LGBT musieli odwołać marsz przez centrum miasta, jednak ochrona policji umożliwiła im przejście nad Dunajem. Aresztowano dwadzieścia dziewięć osób.
Według sondażu Pew Global Attitudes Project z 2007 roku 68% Słowaków uważa, że homoseksualizm powinien być akceptowany przez społeczeństwo. Przeciwnego zdania jest 29% obywateli kraju.
Według sondażu Eurobarometr, wykonanego na zlecenie Komisji Europejskiej w 2006 roku, 19% Słowaków popiera legalizację małżeństw osób tej samej płci, a 12% nadanie praw adopcyjnych dla osób tej samej płci.
| Poparcie Słowaków wobec                                | 2008    | 2008    | 2009    | 2009    | 2012    | 2012    |
| Poparcie Słowaków wobec                                | TAK [%] | NIE [%] | TAK [%] | NIE [%] | TAK [%] | NIE [%] |
| ------------------------------------------------------ | ------- | ------- | ------- | ------- | ------- | ------- |
| „Związków partnerskich par homoseksualnych”            | 42      | 44.8    | 45      | 41      | 47      | 38      |
| „Obowiązek alimentacyjny”                              | 47.3    | 32.3    | 51      | 29      | 50      | 31      |
| „Prawo do ulg podatkowych w związkach”                 | 40.7    | 43      | 43      | 39      | 45      | 38      |
| „Prawo do emerytury po zmarłym partnerze”              | 45.2    | 36.9    | 45      | 37      | 48      | 36      |
| „Dostęp do informacji o stanie zdrowia partnera”       | 64.2    | 21      | 72      | 16      | 75      | 15      |
| „Prawo do urlopu gdy partner wymaga wizyty lekarskiej” | 54.1    | -       | 57      | -       | 58      | -       |
| „Prawo do urlopu spowodowanego pogrzebem partnera”     | 69.4    | -       | 71      | -       | 73      | -       |
| „Prawo do dziedziczenia”                               | 58.1    | -       | 56      | -       | 60      | -       |
| „Możliwość utworzenia wspólnoty majątkowej”            | 54.5    | -       | 56      | -       | 57      |         |
| „Prawo do zasiłku pielęgnacyjnego”                     | 57.5    | -       | 61      | -       | 61      | -       |

Na Słowacji istnieje średniej wielkości scena gejowska. Jej centrum jest Bratysława. W mieście znajduje się 10 lokali (puby, bary, dyskoteki itp.) gejowskich oraz gay-friendly.
Wydawane są tam publikacje, działa kilka organizacji zajmujących się niesieniem pomocy przedstawicielom mniejszości seksualnym, walką z homofobią i o prawa osób LGBT.